# Tetrastichus sugitamabae
Tetrastichus sugitamabae är en stekelart som beskrevs av Keizo Yasumatsu och Ryozo Yoshii 1959. Tetrastichus sugitamabae ingår i släktet Tetrastichus och familjen finglanssteklar. Inga underarter finns listade i Catalogue of Life.